# Соглашение Эйнштейна
В тензорном анализе, в частности в его приложениях к общей теории относительности, теории упругости и дифференциальной геометрии, при записи выражений из многокомпонентных величин, пронумерованных верхними и нижними индексами (тензоров), для экономии записи бывает удобно использовать правило, называемое соглашением Эйнштейна (также известно как «правило суммирования Эйнштейна»): если одна и та же буква в обозначении индекса встречается в одночлене и сверху, и снизу, то такой одночлен полагается просуммированным по всем значениям, которые может принимать этот индекс. Например, в выражении
{\displaystyle v_{k}=a_{i}b_{k}^{i}}
индекс {\displaystyle i} встречается и сверху, и снизу, поэтому это выражение считается эквивалентным сумме
{\displaystyle v_{k}=\sum \limits _{i=1}^{n}{a_{i}b_{k}^{i}},}
где {\displaystyle n} — размерность пространства, на котором определены {\displaystyle a} и {\displaystyle b} (здесь предполагается, что нумерация координат начинается с единицы).
Индекс, по которому проводится суммирование, называется немым; он может быть заменён любой буквой, при этом значение выражения, в которое он входит, не меняется (очевидно, что {\displaystyle a_{i}b^{i}\equiv a_{j}b^{j}}). Если индекс не является немым (свободный индекс), он должен встречаться в одинаковом положении в обеих частях (не)равенства; фактически в этом случае одно выражение представляет собой систему выражений (равенств или неравенств), число которых равно ns, где s — количество свободных индексов. Например, если размерность n = 4, то выражение
{\displaystyle r_{lk}=p_{li}q_{k}^{i}}
с двумя свободными индексами k и l представляет собой краткую запись 42=16 равенств, в правой части каждого из которых стоит сумма четырёх произведений: 
{\displaystyle r_{11}=p_{11}q_{1}^{1}+p_{12}q_{1}^{2}+p_{13}q_{1}^{3}+p_{14}q_{1}^{4};}
{\displaystyle r_{12}=p_{11}q_{2}^{1}+p_{12}q_{2}^{2}+p_{13}q_{2}^{3}+p_{14}q_{2}^{4};}
{\displaystyle ...}
{\displaystyle r_{44}=p_{41}q_{4}^{1}+p_{42}q_{4}^{2}+p_{43}q_{4}^{3}+p_{44}q_{4}^{4}.}
В случае использования выражений в виде дробей, таких как частные производные, верхние индексы, записываемые в знаменателе, считаются для применения правила как бы нижними и наоборот; например, выражение
{\displaystyle \sum _{i=1}^{n}{\frac {\partial f}{\partial x_{i}}}dx_{i},}
записывается в виде
{\displaystyle {\frac {\partial f}{\partial x_{i}}}dx_{i}}
или в ещё более простом виде, когда запятая перед индексом обозначает частное дифференцирование по соответствующей координате:
{\displaystyle f^{,i}dx_{i}.}
В некоторых случаях (если метрический тензор полагается всегда равным δik) верхние и нижние индексы в формулах не различают.
В таком случае суммирование ведётся по любой паре повторяющихся индексов, встречающихся в одном и том же произведении тензоров. Например, в трёхмерном евклидовом пространстве {\displaystyle \mathbb {R} ^{3}}
{\displaystyle D_{\alpha \beta }n_{\alpha }=\sum _{\alpha =1}^{3}D_{\alpha \beta }n_{\alpha }.}
Используя стандартное соглашение Эйнштейна, следовало бы писать {\displaystyle D_{\beta }^{\alpha }n_{\alpha }}.